# 叶新山
叶新山（1963年4月—），北京大学药学院教授，研究方向为基于糖类的药物发现、寡糖类化合物的合成、糖化学生物学研究。安徽安庆人，中共党员。中华人民共和国教育部第三批“长江学者”特聘教授。承担973首席专家多个重点学术科研课题、担任《有机化学》、《中国药物化学杂志》等多个杂志编委、获得中国药学会科学技术一等奖等多个奖项。
1981年至1988年，就读于武汉大学化学系学习，先后获得学士、硕士学位；1988年至1993年在华中农业大学任教；1993年至1996年就读于香港中文大学化学系，获博士学位；1996年至2000年在美国斯克里普斯研究所从事博士后研究；2000年任北京大学药学院长江特聘教授。